# Андрю Лойд Уебър
Сър Андрю Лойд Уебър (на английски: Sir Andrew Lloyd Webber, Baron Lloyd-Webber) е британски композитор, автор предимно на мюзикъли.
Той е един от най-известните композитори от края на 20 век с многото си успешни постановки, които се играят в продължение на десетилетия в театрите Бродуей (в Ню Йорк) и Уест Енд (в Лондон). Написал е 16 мюзикъла, два саундтрака и един реквием. Голяма част от мюзикълите му като „I Don't Know How to Love Him“ от „Исус Христос суперзвезда“, „Don't Cry For Me, Argentina“ от „Евита“, „Memory“ от „Котките“ и „The Music of the Night“ от „Фантомът от Операта“ са станали известни хитове даже и извън театралните постановки.

## Произведения

### Мюзикъли
- The Likes of Us (1965) (либрето – Тим Райс)
- Joseph and the Amazing Technicolor Dreamcoat (1969) (либрето – Тим Райс)
- Исус Христос суперзвезда (1972) (либрето – Тим Райс)
- By Jeeves (1975) (либрето – Алън Айкбърн)
- Евита (1976) (либрето – Тим Райс)
- Котките (1981) (либрето – по стихотворения на Томас Стърнз Елиът)
- Tell Me On a Sunday (1979) / преработен като Song and Dance (1982) (либрето – Дон Блек)
- Starlight Express (1984) (либрето – Ричард Столгоу)
- Фантомът от Операта (1986) (либрето – Ричард Стилгоу/Чарлз Харт)
- Aspects of Love (1989) (либрето – Дон Блек/Чарлз харт)
- Sunset Boulevard (1993) (либрето – Дон Блек/Кристофър Хемптън)
- Whistle Down the Wind (1997) (либрето – Джим Стейнман)
- The Beautiful Game (2000) (либрето – Бен Елтън)
- The Woman in White (2004) (либрето – Дейвид Зипел)
- Love Never Dies (2010) (либрето – Глен Слейтър/Чарлз Харт)

### Класически произведения
- Реквием (1985)

### Филмова музика
- Gumshoe (1971)
- The Odessa File (1973)

## Обвинения в плагиатство
Андрю Лойд Уебър бива често обвиняван в плагиатство. Роджър Уотърс от Пинк Флойд го обвинява в копиране на песента „Екоус“. Подобни твърдения изразява и Рей Реп и съди Андрю Лойд Уебър. Съдът оправдава Лойд Уебър по обвиненията на Рей Реп.

## Друга дейност
А. Лойд Уебър е режисьор и импресарио в театъра, а неговата театрална компания Really Useful Group е сред най-големите оператори в Лондон. Занимава се и с друг бизнес: инвестира в художествени колекции и чистокръвни състезателни коне.
Пожизнен член е на Камарата на лордовете на Британския парламент.